# Decatur County, Iowa
Decatur County är ett administrativt område i delstaten Iowa, USA, med 8 457 invånare. Den administrativa huvudorten (county seat) är Leon.

## Geografi
Enligt United States Census Bureau har countyt en total area på 1 381 km². 1 377 km² av den arean är land och 4 km² är vatten.

### Angränsande countyn
- Clarke County - nord
- Wayne County - öst
- Mercer County, Missouri - sydost
- Harrison County, Missouri - sydväst
- Ringgold County - väst

### Orter
- Davis City
- Decatur City
- Garden Grove
- Grand River
- Lamoni
- Leon (huvudort)
- Pleasanton
- Van Wert
- Weldon (delvis i Clarke County)